# Neri Oxman
Neri Oxman, hebr. ‏נרי אוקסמן‎ (ur. 6 lutego 1976) – amerykańsko-izraelska projektantka, architektka, dizajnerka, ekolożka, wizjonerka i profesor w MIT Media Lab w Cambridge, gdzie kieruje grupą badawczą Mediated Matter. Tworzy na styku czterech dziedzin: projektowanie komputacyjne, drukowanie przestrzenne, inżynieria materiałowa, biologia syntetyczna. Jest znana ze sztuki i architektury, w której łączy technologię z biologią, wzornictwo z ekologią, naturę z kulturą.
Jej prace ucieleśniają projektowanie środowiskowe i cyfrową morfogenezę. Obiekty tworzone przez Oxman są umieszczone w swoim własnym, naturalnym kontekście, co zostaje odzwierciedlone w ich kształtach i właściwościach. Oxman ukuła termin „ekologia materiałowa” (ang. material ecology). Oznacza on posługiwanie się materiałami, które nie tylko imitują naturę, ale bezpośrednio z nią współpracują. Oznacza projektowanie przedmiotów odwzorowujących systemy, struktury i estetykę przyrody dzięki dogłębnym badaniom zjawisk i zachowań przyrodniczych. „Ekologia materiałowa” stanowi nową filozofię projektowania otaczającego nas świata.
Wiele projektów Oxman wykorzystuje techniki drukowania 3D i produkcji. Należą do nich Silk Pavilion – przędzony przez jedwabniki uwalniane na nylonową ramę, Ocean Pavilion – platforma produkcyjna na bazie wody, która zbudowała konstrukcje z chitozanu, G3DP – pierwsza drukarka 3D do optycznie przezroczystego szkła i zestaw produkowanych przez nią wyrobów szklanych oraz kolekcji odzieży i ubrań z nadrukiem 3D noszonych podczas pokazów mody i przedstawień.
Prowadziła wystawy w Museum of Modern Art i Boston’s Museum of Science, które mają niektóre z jej dzieł w swoich stałych kolekcjach. Kuratorka MoMA, Paola Antonelli, nazwała ją „osobą wyprzedzającą swój czas” a Bruce Sterling nazwał jej dzieło „wstrząsająco innym od wszystkiego, co wcześniej”.

## Wczesne życie i edukacja

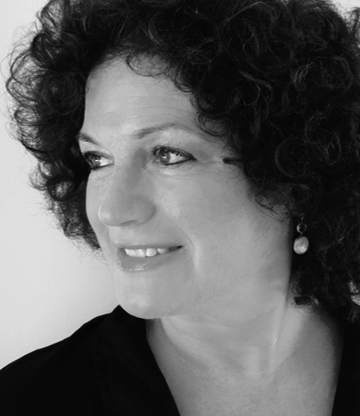
Rivka Oxman, matka Neri Oxman i profesor w Technion – Israel Institute of Technology

Oxman urodziła się i wychowała w Hajfie w Izraelu, w żydowskiej rodzinie. Jej rodzice, Robert i Rivka Oxman, są architektami. Jej młodsza siostra, Keren Oxman, jest artystką. Oxman ukończyła Hebrew Reali School w Hajfie w 1994 roku. Oxman dorastała „między naturą a kulturą”, spędzając czas w ogrodzie babci i pracowni architektonicznej rodziców.
Jak większość izraelskiej młodzieży, Neri Oxman służył w siłach zbrojnych, zaciągając się do izraelskich sił powietrznych w latach 1996–1999, uzyskując stopień porucznika. Po służbie przeprowadziła się do Jerozolimy, aby wstąpić do Hadassah Medical School Uniwersytetu Hebrajskiego. Po dwóch latach przeszła na studia architektoniczne w Technion – Israel Institute of Technology, a następnie w London Architectural Association School of Architecture, które ukończyła w 2004 r.
W 2005 r. przeprowadziła się do Bostonu, aby dołączyć do programu doktorantów architektury w MIT pod kierunkiem Williama J. Mitchella. Jej praca magisterska dotyczyła projektowania materiałowego. W 2010 r. została profesorem nadzwyczajnym w MIT w MIT Media Lab jako profesor Sony Corporation ds. Rozwoju kariery (tzw. Stanowisko finansowane z grantu od Sony).
Oxman był wcześniej zamężna z argentyńskim kompozytorem Osvaldo Golijovem. W styczniu 2019 r. poślubiła Billa Ackmana. Mają córkę Raikę.

## Kariera

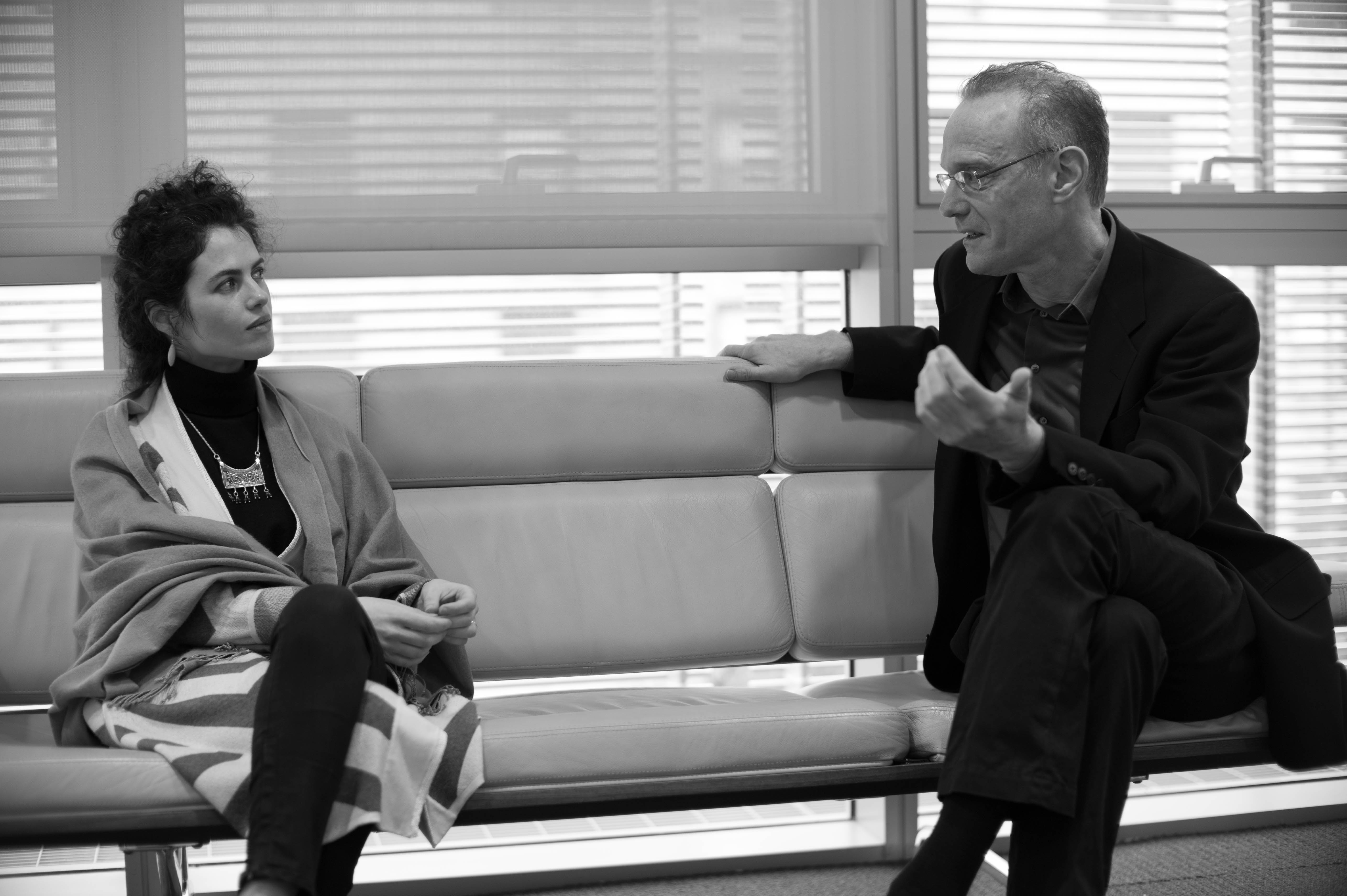
Neri Oxman z Chuckiem Hobermanem z Harvard Graduate School of Design

Prace Oxman były prezentowane na całym świecie. Część z nich znajduje się w stałych zbiorach Museum of Modern Art, The Design Museum Cooper Hewitt, Centre Georges Pompidou, Muzeum Sztuki Stosowanej w Wiedniu, SFMOMA i Boston Museum of Fine Arts i Muzeum Nauki w Bostonie. Eksponaty zostały również pokazane na Smithsonian i Międzynarodowym Biennale Sztuki w Pekinie.
Opublikowała prace na temat projektowania parametrycznego i kontekstowego oraz opracowała specjalne techniki inżynieryjne do realizacji tych projektów z różnych materiałów. W 2006 r. Uruchomiła interdyscyplinarny projekt badawczy w MIT o nazwie materialecology, aby eksperymentować z projektowaniem generatywnym. Ten projekt i związana z nim współpraca nawiązywały do jej wcześniejszej sztuki. Oxman promowała pomysł znalezienia nowych sposobów komunikowania się i współpracy przy projektowaniu. W 2016 roku pomogła uruchomić otwarty interdyscyplinarny Journal of Design Science.
Występowała na okładkach Fast Company, Wired UK, ICON i magazynu Surface. Jej prace są wymieniane jako inspiracja do zmiany sposobu projektowania materiałów i konstrukcji, a jej prace artystyczne zostały opisane przez Andrew Boltona jako „pozaziemskie – nieokreślone ani czasem ani miejscem”.
Po otrzymaniu tytułu profesora w 2010 r. Oxman założyła grupę badawczą Med Medatory Matter w MIT Media Lab. Tam rozszerzyła współpracę o biologię, medycynę i urządzenia ubieralne.

### Filozofia projektowania
Oxman pisze o świecie i środowisku jako o organizmach, zmieniających się regularnie i reagujących na użycie, pełnych gradientów koloru i właściwości fizycznych, a nie ostrych granic. Zaproponowała opracowanie ekologii materiałowej z „holistyczne produkty charakteryzowane przez własności gradientów i wielofunkcyjność” – w przeciwieństwie do linii montażowych i „świata zbudowanego z części”. O wzajemnym oddziaływaniu między projektowaniem i metodami wytwarzania powiedziała: „założenie, że części są wykonane z pojedynczych materiałów i spełniają określone funkcje, jest głęboko zakorzenione w projektowaniu ... [i] egzekwowane przez sposób działania łańcuchów dostaw przemysłowych”.

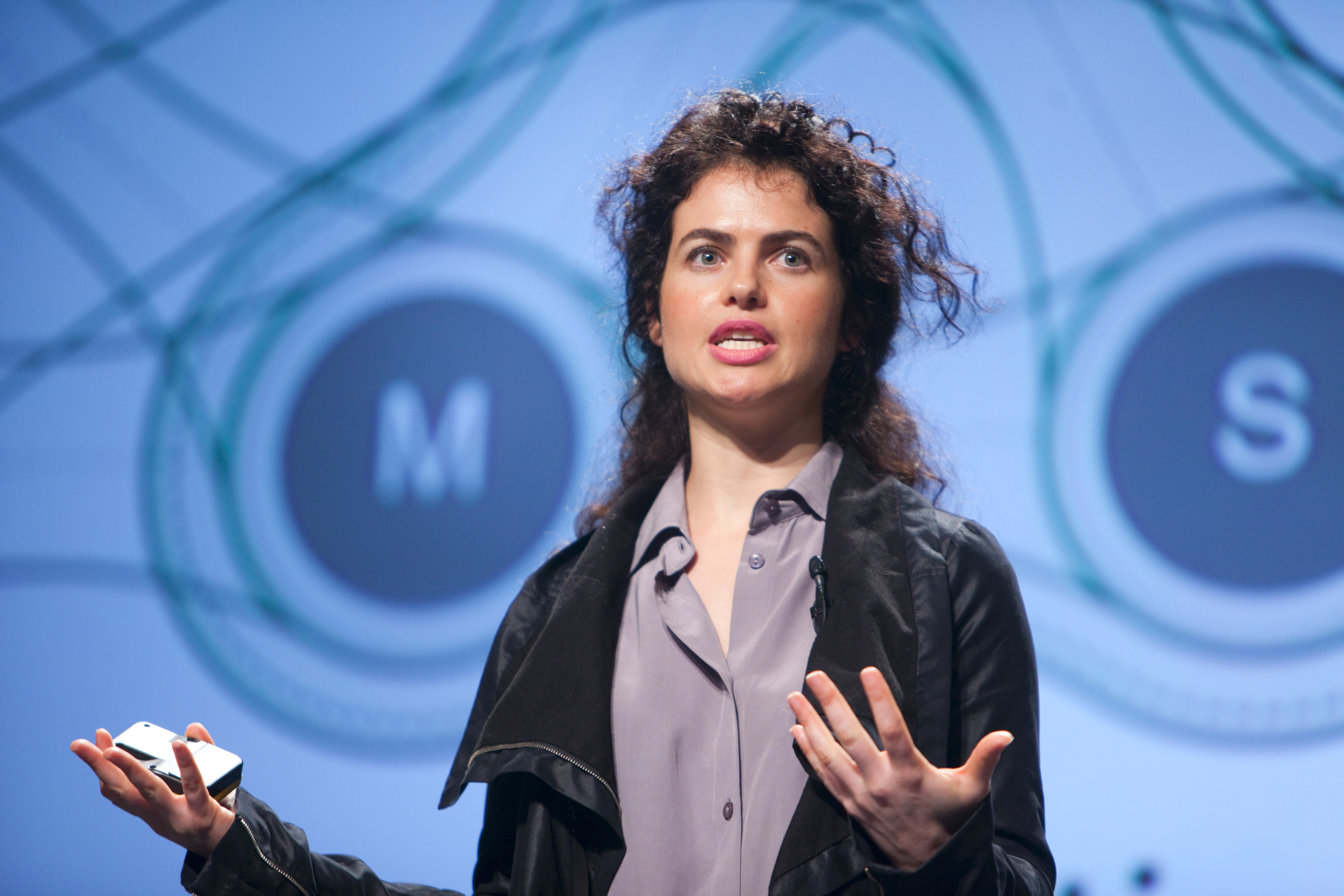
Oxman na Pop!Tech w 2009

Oxman opisuje swoją pracę jako dążenie do „przejścia od konsumowania natury jako zasobu geologicznego do edytowania jej jako zasobu biologicznego”. Prowadzi to do wykorzystania w wielu skalach biologicznych kształtów i tekstur do inspiracji i uwzględnienia żywych elementów w procesach wytwarzania, tak jak w przypadku świecących bakterii w projekcie Mushtari, i wykorzystania jedwabników do budowy Jedwabnego Pawilonu. Projektantka uważa, że nauka, inżynieria, projektowanie i sztuka powinny być bardziej powiązane – dorobek każdej z tych dyscyplin powinien służyć pozostałym.
Oxman przedstawiła prezentacje na temat projektowania cyfrowego i interdyscyplinarnego oraz wychodzenia poza masowo produkowane elementy projektowe. Obejmowały one prezentację na temat generowania form i projektowania środowiskowego oraz popularny wykład w ramach konferencji TED na temat projektowania „na styku technologii i biologii”. W swoim przemówieniu w 2016 r. na konferencji American Institute of Architects postulowała „głębszą rolę architektury w społeczeństwie” poprzez współpracę z nauką i inżynierią.

### Wystąpienia telewizyjne
Na temat Oxman wyprodukowano odcinek serialu dokumentalnego Netflix Abstract: The Art of Design (sezon 2, odcinek 2).

## Grupa Mediated Matter
Grupa Mediate Matter korzysta z projektowania komputacyjnego, drukowania przestrzennego, inżynierii materiałowej i biologii syntetycznej.do badania możliwości projektowania w małych i dużych strukturach. Czasami wymagało to zrobienia zdjęć próbki biologicznej, opracowania algorytmów do tworzenia podobnych struktur i opracowania nowych procesów produkcyjnych w celu uzyskania wyników. Projekty obejmowały urządzenia ubieralne (inspirowane obecnymi i przyszłymi środowiskami), projekty biodegradowalne i zasilane energią słoneczną, nowe techniki artystyczne oraz eksperymentalne powierzchnie, ściany, pokrycia i elementy nośne. Niektóre z nich polegały na łączeniu pracy z wielu dziedzin.

### Instalacje organiczne
Wiele prac Oxman bazuje na naturalnych procesach, w których materiał prac jest wytwarzany przez zwierzęta.
Silk Pavilion – instalacja zaprojektowana w 2013 r. Znana zarówno z metody wytwarzania, jak i ostatecznej formy. Instalacja została utkana przez 6500 swobodnie poruszających się jedwabników na nylonowej kopule. Eksperymenty z jedwabnikami wykazały w jaki sposób zwierzęta zareagują na różne powierzchnie i co zachęci ich do spinania się do istniejącej struktury zamiast wirowania kokonu. Rama dużej wielościennej kopuły była luźno utkana przez ramię robota z cienkich nylonowych nici i zawieszona w otwartym pomieszczeniu. Proces tkania przez jedwabniki związany również z ich hodowlą był kontrolowany dzięki modelowaniu światłem słonecznym i w pomieszczeniu i wpływaniem na temperaturę między nićmi.
Ocean Pavilion – instalacja z 2014 roku, obejmowała platformę produkcyjną na bazie wody, na której budowano struktury z chitozanu, rozpuszczalnego w wodzie włókna organicznego podobnego do chityny. Słupy strukturalne i długie delikatne liście zostały wykonane poprzez zmianę sposobu osadzania włókien. Rezultatem była kombinacja twardych i miękkich struktur, zmieniających się z litych w wierzbowe na długości gałęzi lub liścia. Wszystkie zostały wykonane z tego samego materiału podstawowego.
Syntetyczna pasieka – instalacja wielkości pomieszczenia zbudowana w 2015 r., badała zachowanie pszczół w środowisku całkowicie wewnętrznym, w tym sposób, w jaki budowali ule w różnych strukturach i wokół nich. Zostało to opracowane we współpracy z firmą pszczelarską, w celu przetestowania możliwych reakcji na utratę kolonii i zbadania, w jaki sposób można wyraźnie zintegrować nisze biologiczne z budynkami.

### Projekty w druku 3D
Grupa Mediation Matter intensywnie pracowała z różnymi technikami drukowania 3D, opracowując własne metody i współpracując z firmami poligraficznymi, takimi jak Stratasys. Projekty miały różną skalę – od ogrodzeń i dużych mebli, przez dzieła sztuki i ubrania, po biokompozyty, sztuczne zastawki i sekwencje DNA. Grupa zaprojektowała prototypową drukarkę ze zrobotyzowanym ramieniem, która mogłaby budować wokół siebie wysokie na 8 stóp konstrukcje w przestrzeniach zewnętrznych, a także drukarka używająca szybkoschnącego materiału, która tworzy wolnostojące obiekty bez konstrukcji wsporczych.
W 2012 roku Oxman wydrukowała kolekcję Imaginary Beans – urządzenia ubieralne wielkości ciała inspirowane wyglądem legendarnych stworzeń. Potem pojawiła się Anthozoa, suknia opracowana we współpracy z projektantką mody Iris van Herpen i inżynierem materiałowym Craigiem Carterem. Były to jedne z pierwszych przykładów drukowania 3D w wielu kolorach i na wielu materiałach w ludzkiej skali przy użyciu jasnej palety z drobną ziarnistą kontrolą koloru i tekstury. W 2015 roku zaprojektowała kolekcję Wanderers wspólnie z Christophem Baderem i Dominikiem Kolbem, zainspirowana pomysłami eksploracji międzyplanetarnej. Dzięki tej kolekcji zdobyła nagrodę Fast Company za innowacje w projektowaniu. Najbardziej wpływowym projektem z Wanderers był model Living Mushtari, modelowy przewód pokarmowy wypełniony płynem oraz kolonia bakterii fotosyntetycznych i E. coli. Produkcja Mushtari wymagała nowych metod modelowania do drukowania długich elastycznych rurek o różnej grubości.
W 2016 roku wyprodukowała Rottlace, zestaw masek, które zostały wydrukowane w 3D z materiału składającego się z piór i włókna. Maski zostały wykonane dla artystki Björk na podstawie skanu 3D jej twarzy. Björk nosił je podczas pierwszego na świecie wystąpienia 360° VR. Oxman zaczęła także projektować Vespers, zbiór 15 masek śmierci, które przypominają stylistykę Obcego. Każda maska jest wielkości twarzy. Wyglądają jak zakrzywione półprzezroczyste powłoki, na których szczegółowy wzór jest drukowany wewnątrz w postaci kłębów kolorów i cieni. Metoda ta miała przetestować jak małe woksele kolory mogą znaleźć się w wydrukowanej w 3D bryle.
Oxman wprowadziła także na rynek nowe narzędzia i procesy drukowania. W 2015 roku zaprojektowała Gemini, duży szezlong łączący frezowaną skorupę z powierzchnią z nadrukiem 3D. Zarówno zewnętrzna skorupa, jak i tekstura wewnętrznej powierzchni zostały zaprojektowane tak, aby stworzyć kojące środowisko akustyczne dla osoby w nim leżącej. Gemini zostały później przejęte przez SF MoMA.
Również w 2015 r. zespół Mediated Matter opracował G3DP, pierwszą drukarkę 3D do optycznie przezroczystego szkła. W tym czasie spiekające drukarki 3D mogły drukować przy użyciu proszku szklanego, ale wyniki były kruche i nieprzezroczyste. G3DP został zaprojektowany we współpracy z MIT’s Glass Lab i Wyss Institute, naśladując tradycyjne procesy obróbki szkła. Stopione szkło wlano do drobnych strumieni i schłodzono w komorze do wyżarzania, uzyskując precyzję odpowiednią dla produktów artystycznych i konsumenckich oraz wytrzymałość szkła odpowiednią dla elementów architektonicznych. Proces ten umożliwił ścisłą kontrolę koloru, przezroczystości, grubości i tekstury. Zmiana wysokości i prędkości dyszy spowodowała powstanie jednolitych pętli, zamieniając drukarkę w „maszynę do szycia z formowanego szkła”. Zestaw szklanych naczyń wykonanych za pomocą tej drukarki wystawiono na wystawie w Cooper Hewitt i innych muzeach, a 10-metrowa rzeźba lekkiego i drukowanego szkła YET została zaprojektowana na 2017 Milan Design Week.

## Publikacje i eseje
- 2016: What if our buildings were grown, not built?[29]
- 2015: Material Ecology[56]
- 2014: Gemini: Multi-Material Digital Design Fabrication[57]
- 2011: Variable Property Rapid Prototyping[58]
- 2006: Tropisms: Computing Theoretical Morphospaces of Branching Growth Systems[59]

Publikacje zbiorowe
- 2016: 3D Printed Multimaterial Microfluidic Valve[60]
- 2016: DNA Assembly in 3D Printed Fluidics[61]
- 2015: Flow-based Fabrication[62]
- 2015: Additive Manufacturing of Optically Transparent Glass[63]

## Wystawione prace
Wczesne projekty Oxman przybrały formę przykładowych powierzchni, mebli lub przedmiotów, które można nosić lub wystawiać. Większość była wystawiana w muzeach. Nowsze prace obejmowały instalacje tymczasowe i interaktywne. Niektóre, takie jak Ocean Pavilion i G3DP, obejmowały proces produkcji; inne, takie jak Silk Pavilion i Synthetic Pasieka, obejmowały obserwacje biologiczne i badania eksponatu.

### Wybrane prace

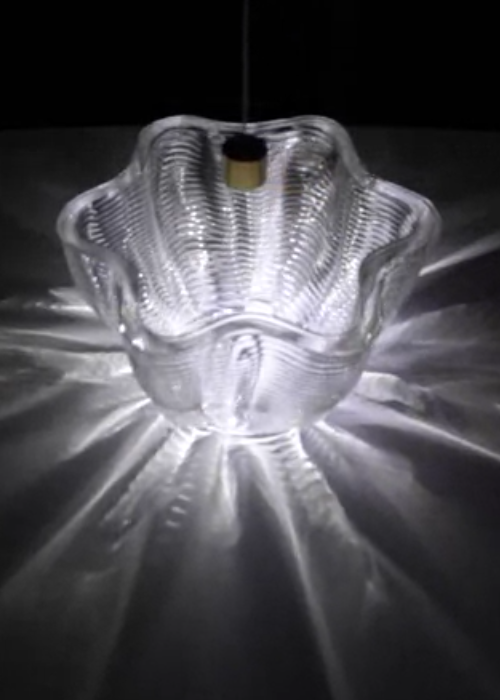
G3DP bowl

- Cartesian Wax, Monocoque, Subterrain[64] (2007, MoMA)[65]
- Raycounting, Penumbra (2007, MoMA)
- Fibonacci’s Mashrabiya (2009, 12, Centre Pompidou)
- Beast: Prototype for a Chaise Longue (2010, MoS)
- Carpal Skin[66] (2010, Museum of Science)
- Silk Pavilion (2012), installation
- Imaginary Beings (2012, Centre Pompidou)
  - 18 ‘wearables for demigods’: Gravida, Pneuma, Remora
- Ocean Pavilion (2013), installation
- Anthozoa (2013, MFA), couture dress
- Gemini (2015, SF MoMA), acoustical chaise
- Wanderers collection (2015)[67]:
  - Otaared, Qamar, Zuhai
  - Living Mushtari
- G3DP (2015), 3D printer & glasswork
- Synthetic Apiary (2015), installation[68]
- Rottlace (2016, Björk), masks[11]
- Vespers (2016–2018), death mask series

### Galeria
Sztuka, powierzchnie i meble

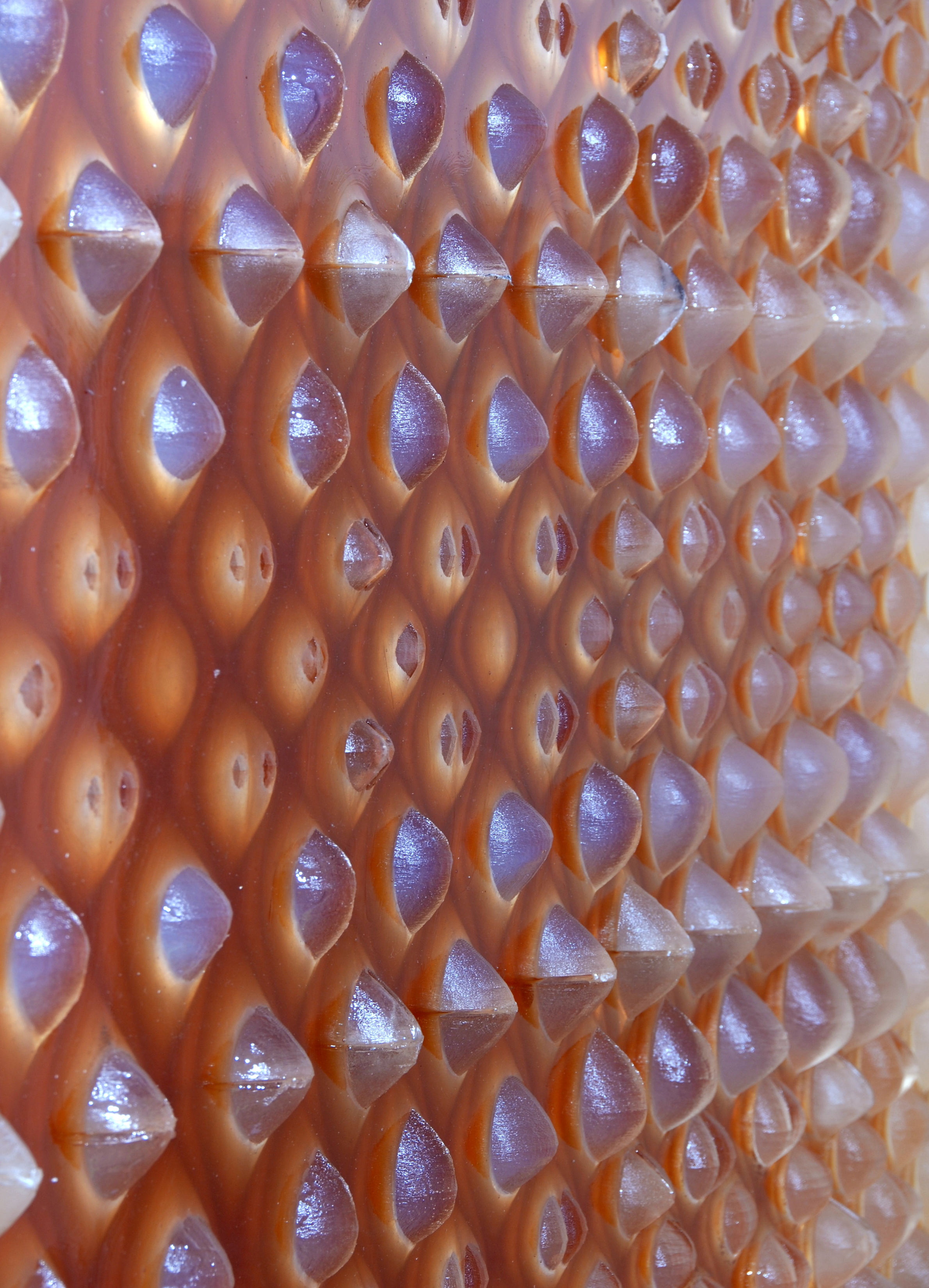
Powierzchnia wosku kartezjańskiego
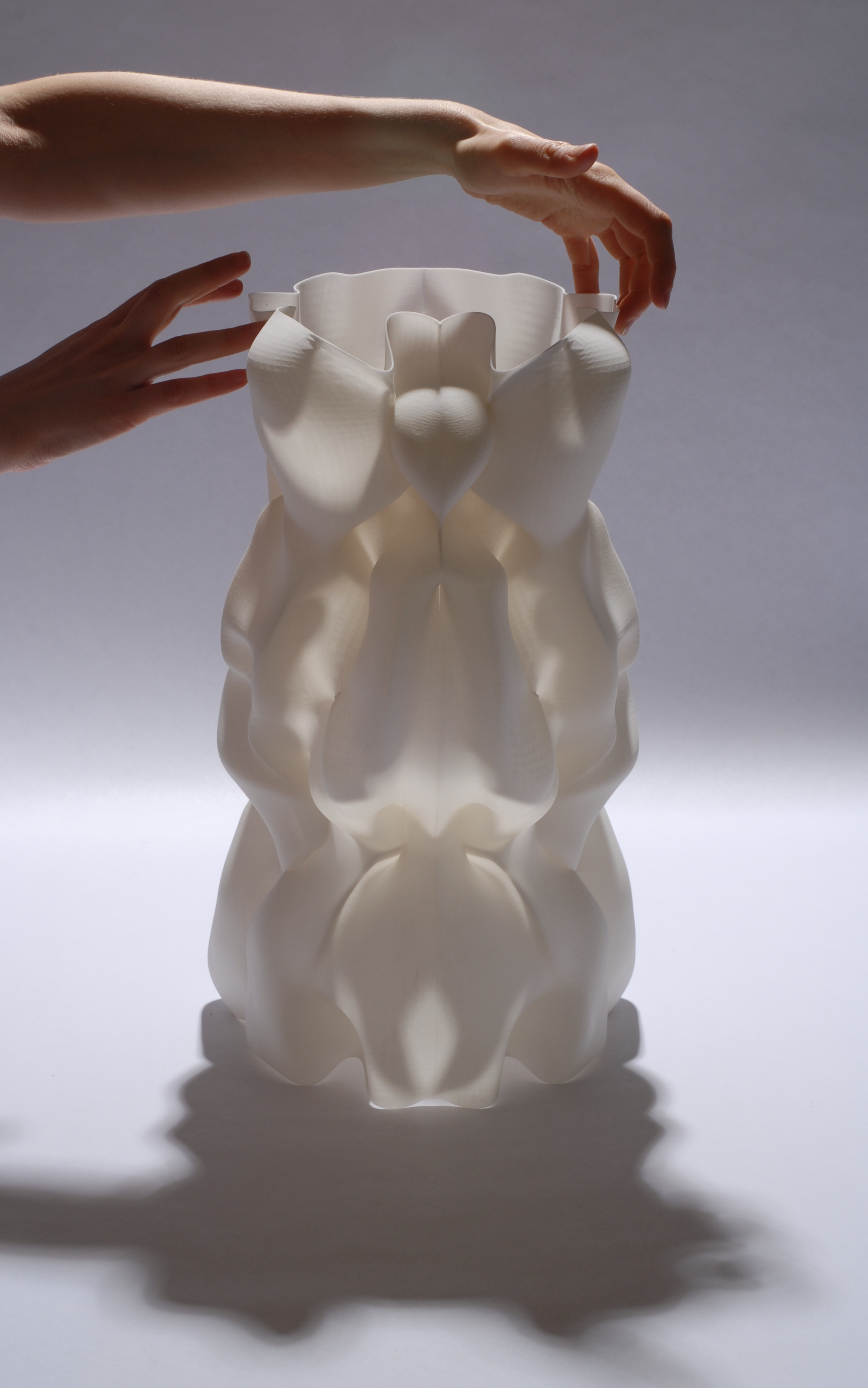
Raycounting, mnożenie świeci
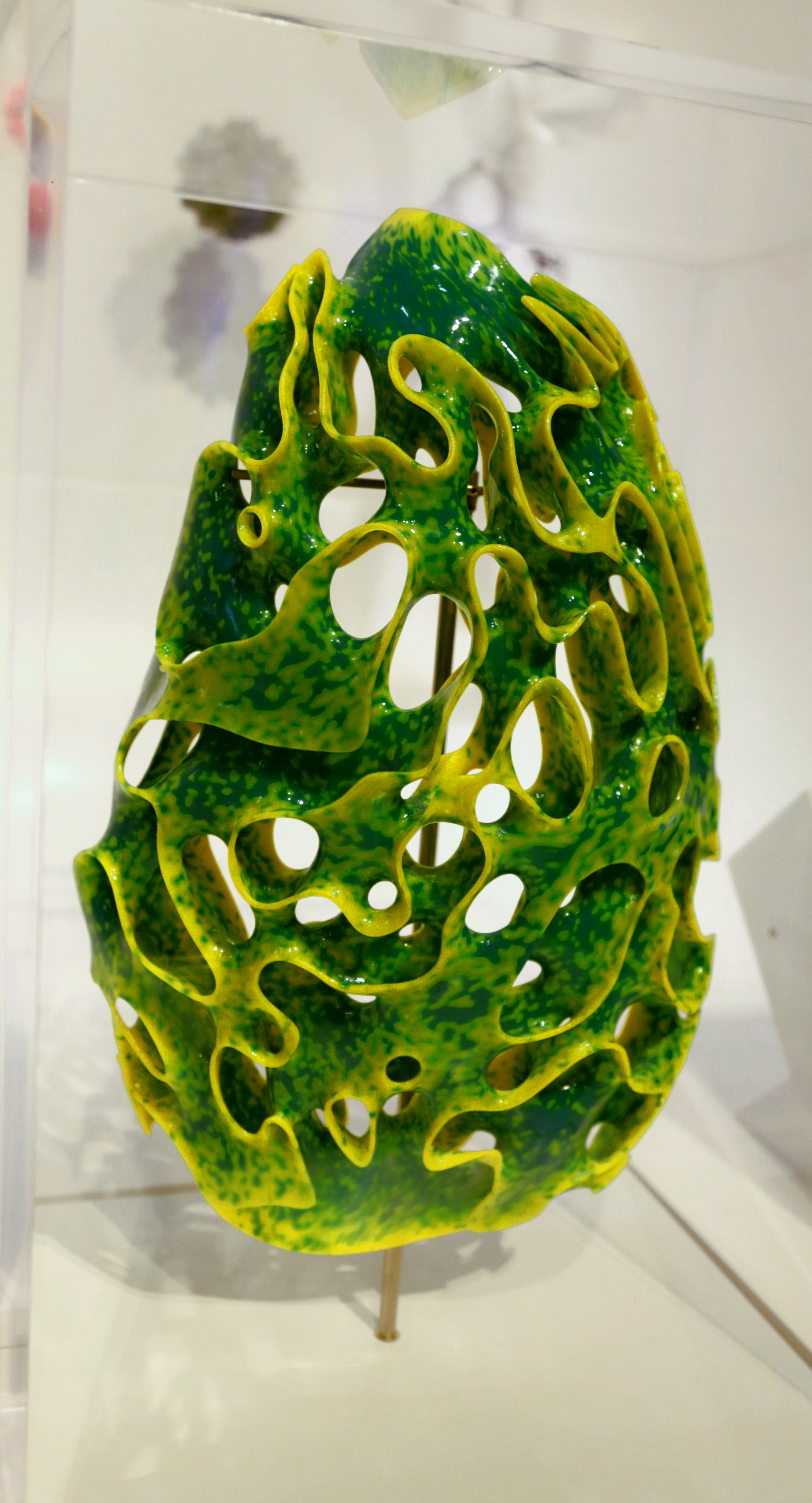
Pneuma 2
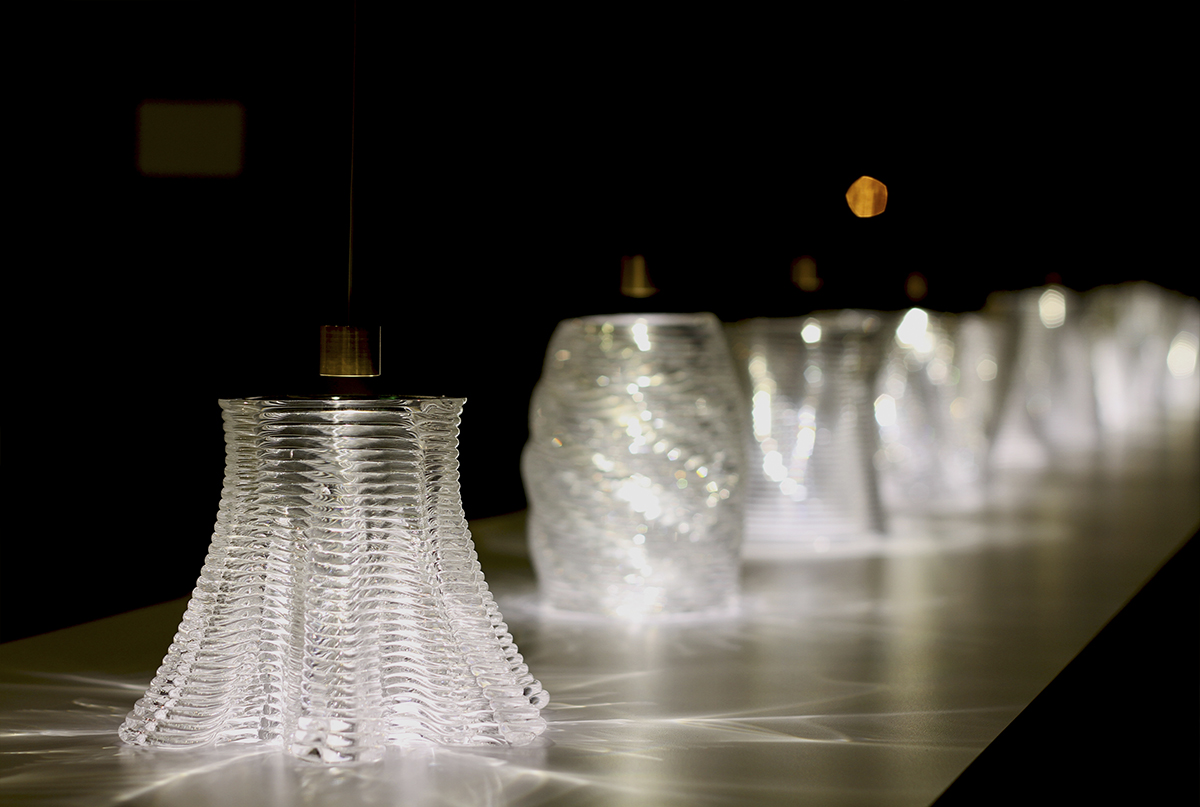
Nadruk szklany G3DP

Urządzenia do noszenia, maszyny i instalacje

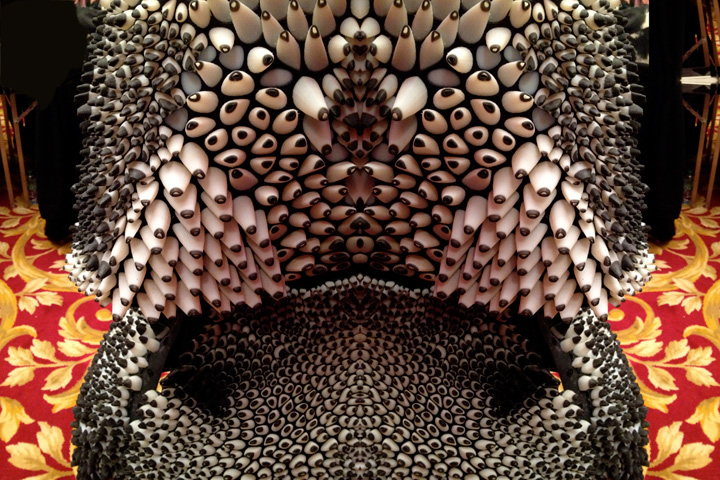
Sukienka Anthozoa
- Proces drukowania G3DP
- 2d gen G3DP
- Proces Silk Pavilion
- Badania syntetycznej pasieki
- Żywy gorset Mushtari
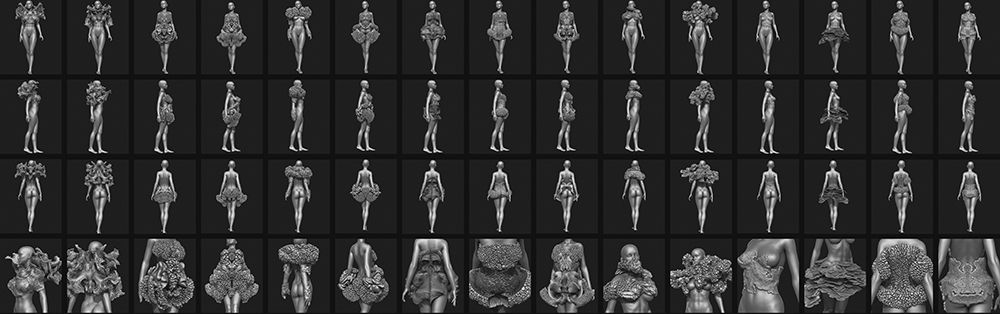
Rodzina morfologii używanych dla Wanderers
- Maski śmierci Vespers

### Wybrane eksponaty
- Beijing Art Biennale: 2006–2010
- MoMA, New York: 2007, 2010 (Action: Design over Time), 2015 (This Is for Everyone)
- Museum of Science, Boston: 2012 (Neri Oxman: At the Frontier of Ecological Design[69])
- Cooper Hewitt Museum: 2015 (Making Design), 2016 (Beauty)
- Centre Pompidou, Paris: 2012 (Imaginary Beings exhibit, Multiversités Créatives[70])
- Science Museum, London: 2012 & 2013 (3D PRINT SHOW[71])
- Museum of Fine Arts, Boston: 2013, 2016 (#techstyle: Production[72])
- Museum of Applied Arts, Vienna: 2014 (150 Years of the MAK[73])
- National Gallery of Victoria, Victoria: 2017 (NGV Triennial[74])

## Nagrody i wyróżnienia
Oxman jest starszym członkiem Rady Design Futures i zdobyła nagrodę Vilcek w dziedzinie projektowania w 2014 roku.
W 2009 roku znalazła się na liście ICON „20 najbardziej wpływowych architektów kształtujących naszą przyszłość”. W 2012 r. Shalom Life umieściła swój numer 1 na liście „najbardziej utalentowanych, inteligentnych, zabawnych i wspaniałych żydowskich kobiet na świecie”.
Inne nagrody obejmują:
- London Design Festival Design Innovation medal (2018)
- MIT Collier Medal (2016)[76]
- Cultural Leader, World Economic Forum (2016)[77]
- Innovation by Design Award, Fast Company (2015), for Wanderers[78]
- American Institute of Architects Women in Design (2014)
- Carnegie „Pride of America” Award (2014)
- Vilcek Prize in Design (2014)[75]
- Senior Fellow, Design Futures Council (2013)[79]
- Earth Award for Future Crucial Design (2009)[80]
- Carter Manny Citation, Graham Foundation for the Arts (2008)
- Holcim Foundation Next Generation Award (2008), for „microstructure research for building skins”[81]